# Rebecca Edwards
Rebecca Edwards (Aughnacloy, 20 de agosto de 1993) es una deportista británica que compite en remo.
Ganó dos medallas en el Campeonato Europeo de Remo, en los años 2022 y 2024. Participó en los Juegos Olímpicos de Tokio 2020, ocupando el séptimo lugar en la prueba de ocho con timonel.

## Palmarés internacional
| Campeonato Europeo | Campeonato Europeo | Campeonato Europeo | Campeonato Europeo |
| Año                | Lugar              | Medalla            | Prueba             |
| ------------------ | ------------------ | ------------------ | ------------------ |
| 2022               | Múnich (Alemania)  | Medalla de plata   | Ocho con timonel   |
| 2024               | Szeged (Hungría)   | Medalla de bronce  | Dos sin timonel    |